# Marche en avant
Pour les articles homonymes, voir Marche.

Schéma de marche en avant.

La marche en avant est la mise en place d’une démarche qualitative de l’hygiène, avec pour principe de base que les produits sains ne doivent pas croiser le chemin des produits souillés.
Ce principe est surtout appliqué en restauration mais aussi en milieu hospitalier.

## Principe
Cette démarche se traduit principalement par l’organisation du travail et des locaux. Elle correspond à une succession logique et rationnelle des différentes opérations de fabrication, depuis la livraison des marchandises jusqu’à leur consommation. 
Le principe est de faire en sorte qu’un déchet ne se retrouve jamais en contact avec un produit sain.
Par exemple, les viandes crues ne touchent jamais les viandes cuites. La vaisselle sale ne doit pas être entreposée à côté de la vaisselle propre en attendant d'être lavée ou rangée. Les cartons de conditionnement ne doivent pas être en contact avec les plans de travail…

## Organisation
Dans le meilleur des cas, les locaux sont compartimentés logiquement : une zone de réception des marchandises puis de déconditionnement avec un chemin différent pour les déchets et les produits à stocker, une zone de lavage pour les légumes par exemple, zone de stockage des produits de base, une zone de préparation chaude et froide et selon les spécialités (glacerie, chocolaterie…), une zone de stockage des produits finis. Tout ceci se succédant en éliminant systématiquement de la chaine les produits souillés ou impropres. 
Ainsi, chaque opération de fabrication vise à ce que le produit soit toujours sain tout au long de la production. 
Il en est de même pour le linge personnel ou de table : transporter le linge sale dans le même panier ou sac que le propre revient à re-contaminer le propre avec les dépôts laissés par le sale.
Ces mesures s'appliquent aussi en secteur animalier. C'est-à-dire, par exemple, de ne pas stocker le matériel d'entretien avec le matériel sanitaire ou alimentaire. De ne pas stocker les animaux morts dans les mêmes frigos que la viande de consommation. Mais aussi de mettre en place un circuit différent pour le matériel utilisé avec les animaux sains et avec des animaux malades.